# Franz-Peter Hofmeister
Franz-Peter Hofmeister (Kerpen, 5 agosto 1951) è un ex velocista tedesco, attivo negli anni settanta.

## Biografia
Nel 1971, pochi giorni dopo aver compiuto vent'anni, si mise in luce conquistando la medaglia d'argento sui 200 metri ai campionati europei alle spalle del sovietico Valerij Borzov e precedendo di un centesimo di secondo il tedesco orientale Jörg Pfeifer. Passato ai 400 metri, alle Olimpiadi di Montréal 1976 corse in prima frazione con il quartetto tedesco occidentale che si aggiudicò la medaglia di bronzo nella staffetta 4×400. Due anni dopo, ai campionati europei del 1978, centrò la doppietta vincendo sia la gara individuale sui 400 metri che la staffetta 4×400.
Al suo palmarès vanno aggiunti nove titoli nazionali outdoor e otto indoor.

## Palmarès
| Anno | Manifestazione | Sede     | Evento  | Risultato | Prestazione | Note |
| ---- | -------------- | -------- | ------- | --------- | ----------- | ---- |
| 1971 | Europei        | Helsinki | 200 m   | Argento   | 20"71       |      |
| 1975 | Europei indoor | Katowice | 4×320 m | Oro       | 2'29"9      |      |
| 1976 | Olimpiadi      | Montréal | 4×400 m | Bronzo    | 3'01"98     |      |
| 1978 | Europei        | Praga    | 400 m   | Oro       | 45"73       |      |
| 1978 | Europei        | Praga    | 4×400 m | Oro       | 3'02"03     |      |